# Giang Ơi
Trần Lê Thu Giang (sinh ngày 27 tháng 8 năm 1991 tại Hà Nội) là một nhà sáng tạo nội dung, vlogger và nhà hoạt động môi trường người Việt Nam, hay còn được gọi với cái tên Giang Ơi. Cô được biết đến rộng rãi qua kênh YouTube với những video chia sẻ về cuộc sống, kinh nghiệm làm việc, học tập và truyền cảm hứng của mình.

## Tiểu sử
Giang Ơi tên thật là Trần Lê Thu Giang, sinh ngày 27 tháng 8 năm 1991 tại Hà Nội, khi còn nhỏ cô sống cùng bố mẹ và anh trai. Giang bắt đầu du học tại Anh từ năm 18 tuổi, và đã tốt nghiệp chuyên ngành Công nghệ và thiết kế thời trang tại Đại học Nghệ thuật Bournemouth, Anh. Sau đó, cô tiếp tục theo học thạc sĩ ngành Marketing thời trang quốc tế tại Đại học Coventry ở London, Anh.
Sau khi quay trở về Việt Nam, Giang theo đuổi công việc stylist và phóng viên cho các tạp chí thời trang. Năm 2017, cô trở thành quản lí lĩnh vực marketing cho một thương hiệu trang sức đá quý tại Việt Nam.
Cô bắt đầu kênh YouTube Giang Ơi của mình từ năm 2017 và đạt 1.000.000 người đăng ký chỉ sau 2 năm. Hiện cô đang làm việc với vai trò sáng tạo nội dung toàn thời gian, cũng như là một influencer và nhà hoạt động vì môi trường và bảo vệ động vật.
Năm 2019, Giang đã kết hôn với Trị Nguyễn (hay còn được gọi là Anh Bạn Thân), người bạn trai đã quen biết trong hơn 10 năm. Tháng 11 năm 2021, cô chính thức hạ sinh con gái đầu lòng của mình mang biệt danh Mây.

## Sự nghiệp

### Trước khi kênhGiang Ơira mắt
Trước đây, Giang từng xây dựng một kênh YouTube mang tên Makeup by Sunday nhằm chia sẻ cuộc sống cá nhân và làm đẹp. Tuy nhiên vào năm 2017, kênh này đã bị khóa bởi YouTube do sử dụng nhạc vi phạm bản quyền. Ngoài ra trong cùng năm, cô cũng chính thức đi vào hoạt động trang blog giangoi.com và thường xuyên đăng tải các bài viết chia sẻ, tâm sự của mình lên đó.

### 2017-nay: Kênh YouTubeGiang Ơi, sáng tạo nội dung và kinh doanh
Ngày 25 tháng 5 năm 2017, kênh YouTube với tên gọi Giang Ơi được thành lập nhằm thay thế cho kênh cũ. Ngay sau đó, Giang liên tục đăng rồi để làm gì không biết luôn tải các video chia sẻ về nhiều lĩnh vực khác nhau như du học, giảm cân, du lịch, làm đẹp,... Các video của Giang Ơi được chú ý đến nhờ vào những câu chuyện và chia sẻ rất thú vị, chân thực. Ngoài ra, cô cũng thường xuyên đăng tải lại các video cũ đã từng quay của mình.
Ngày 31 tháng 3 năm 2018, kênh YouTube của Giang chính thức đạt 100.000 người đăng ký. Ngoài ra, đó cũng là ngày cô chính thức nghỉ việc tại công ty để theo đuổi toàn bộ công việc sáng tạo nội dung trên YouTube của mình.
Từ đó, Giang Ơi bắt đầu đăng tải đều đặn nhiều video với các chủ đề khác nhau. Các clip cũng dần nhận được sự chú ý của rất nhiều khán giả, điển hình là video 5 cách sống xanh - Zero Waste chia sẻ về những biện pháp thay thế của cô trong cuộc sống giúp hạn chế rác thải và bảo vệ môi trường.
Cuối năm 2019, Giang Ơi trở thành 1 trong 3 Người sáng tạo thay đổi YouTube đầu tiên tại Việt Nam. Cũng trong năm này, Giang Ơi được mời tham gia tập 7 của Hoa hậu Hoàn vũ Việt Nam 2019 với vai trò là 1 trong 3 cố vấn đồng hành cùng các thí sinh.
Tháng 8 năm 2020, Giang Ơi chính thức mở bán dòng sản phẩm merchandise đầu tiên của mình với 3 sản phẩm là sổ tay, nón và túi vải. Cả 3 dòng sản phẩm ngay sau đó đã cháy hàng và bán hết chỉ sau 2 ngày mở bán

## Video series
| Năm  | Số tập | Thời gian   | Tham khảo |
| ---- | ------ | ----------- | --------- |
| 2019 | 13     | 31/1 - 12/2 | [ 24 ]    |
| 2020 | 7      | 18/1 - 1/2  | [ 25 ]    |
| 2021 | 9      | 8/2 - 16/2  | [ 26 ]    |

| Số tập       | Tên tập (tiêu đề)                                    | Ngày lên sóng   | Tham khảo |
| ------------ | ---------------------------------------------------- | --------------- | --------- |
| 1            | Trả lời câu hỏi của các bạn về chuyện bầu bí         | 18 tháng 8 2021 | [ 28 ]    |
| 2            | Trận cắt tóc bão tố                                  | 20 tháng 8 2021 | [ 29 ]    |
| 3            | Thử làm crumpet món bánh kỷ niệm                     | 22 tháng 8 2021 | [ 30 ]    |
| 4            | Quy trình skincare an toàn của mẹ bầu                | 26 tháng 8 2021 | [ 31 ]    |
| 5            | Xem ảnh cũ mới lộ chuyện cũ!                         | 28 tháng 8 2021 | [ 32 ]    |
| 6            | Ăn thử pizza 4Ps đông lạnh xem có ngon như nhà hàng? | 05 tháng 9 2021 | [ 33 ]    |
| 7            | Trải nghiệm tiêm vắc xin covid của mẹ bầu            | 09 tháng 9 2021 | [ 34 ]    |
| 8 (Tập cuối) | Bánh trung thu năm nay: tỏi, thịt kho, chè bánh lọt  | 12 tháng 9 2021 | [ 35 ]    |

| Năm  | Số tập | Thời gian   | Tham khảo |
| ---- | ------ | ----------- | --------- |
| 2022 | 1      | 30/1 - 30/1 | [ 36 ]    |

| Tiêu đề                           | Ngày lên sóng   | Khách mời                                         | Nguồn         |
| --------------------------------- | --------------- | ------------------------------------------------- | ------------- |
| Những điều phụ nữ chưa nói        | 08 tháng 3 2020 | Đỗ Thư Nguyễn Vy Nhật Thi Tím Thủy Nguyễn Hằng Đỗ | [ 37 ]        |
| Đàn ông đọc câu chuyện của phụ nữ | 12 tháng 6 2020 | Khoai Lang Thang 1977 Vlog Tizi                   | [ 38 ] [ 39 ] |

## Giải thưởng
| Năm  | Giải thưởng          | Hạng mục                 | Đề cử cho | Kết quả   | Nguồn  |
| ---- | -------------------- | ------------------------ | --------- | --------- | ------ |
| 2019 | WeChoice Awards 2019 | Nhân vật truyền cảm hứng | Giang Ơi  | Đoạt giải | [ 40 ] |